# 37-мм противотанковая пушка образца 1934 года (APX)
37-мм противотанковая пушка образца 1934 года (фр. Canon de 37 mm AC modèle 1934), также AC 37 — французская противотанковая пушка, разработанная фирмой «Ateliers de Puteaux» и применявшаяся французской армией во время Второй мировой войны.
Произведённые пушки в основном были установлены в фортах (ouvrages) линии Мажино в конце 1930-х годов. Часто их дополняли спаренные установки т. н. смешанного оружия (JM, Jumelage de mitrailleuses Reibel). Одним из способов установки было крепление к двухрельсовой подвесной тележке (см. иллюстрацию).

## Характеристики
- Калибр: 37 мм
- Количество и направление нарезов: 16, правое
- Длина ствола: 1,97 м
- Бронепробиваемость: 30—40 мм с 400 м
- Начальная скорость снаряда: 850 м/сек